# Caridina sinanensis
Caridina sinanensis — прісноводна креветка з родини атидових (Atyidae). Описана 2020 року.

## Поширення
Ендемік Китаю. Поширений в підземних карстових печерах повіту Сінань провінції Ґуйчжоу на півдні країни.